# Hyrcanypena schwingenschussi
Hyrcanypena schwingenschussi är en fjärilsart som beskrevs av Wagner 1937. Hyrcanypena schwingenschussi ingår i släktet Hyrcanypena och familjen nattflyn. Inga underarter finns listade i Catalogue of Life.